# Tragovi : revue pour les sujets serbes et croates
Tragovi : revue pour les sujets serbes et croates (serbo-croate : Tragovi: časopis za srpske i hrvatske teme / Трагови: часопис за српске и хрватске теме, anglais : Footprints: Journal for Serbian and Croatian studies) est une revue de sciences humaines et sociales semestrielle, publiée par le Conseil national serbe en Croatie et les Archives des Serbes en Croatie,,,.
La première édition imprimée de la Tragovi a été publiée en décembre 2018,. Tragovi est disponible en ligne en accès libre sur le portail Hrčak: Portail des revues scientifiques de Croatie et sur CEEOL,.